# Halpa-szulupisz
Halpa-szulupisz (Ḫalpa-šulupiš) a hettita uralkodóház tagja az i. e. 14. században. II. Murszilisz és Gasszulavijasz fia, testvére Muvatallisz trónörökösnek és későbbi királynak, valamint Masszanauccisz hercegnőnek. Féltestvére Hattuszilisz. Apja életében a Hettita Birodalom harci szekereseinek parancsnoka címet viselte, ami a hercegek egyik szokásos tisztsége.
A források közül egyedül III. Hattuszilisz apológiája (CTH#81) említi. Hattuszilisz állítása szerint II. Murszilisznak négy gyermeke volt, közöttük első helyen sorolja fel Halpa-szulupiszt. Ez talán azt jelenti, hogy az elsőszülött fiú, a trónörökös herceg volt. II. Mursziliszt azonban II. Muvatallisz követte a trónon, így Halpa-szulupisz valószínűleg még apja életében meghalt. Ha nem trónörökös volt, akkor II. Muvatallisz idején halhatott meg a III. Hattuszilisszel folytatott polgárháború során.

## Lásd még
- hettita királyok családfája
- II. Murszilisz hettita király